# Wojsko Polskie

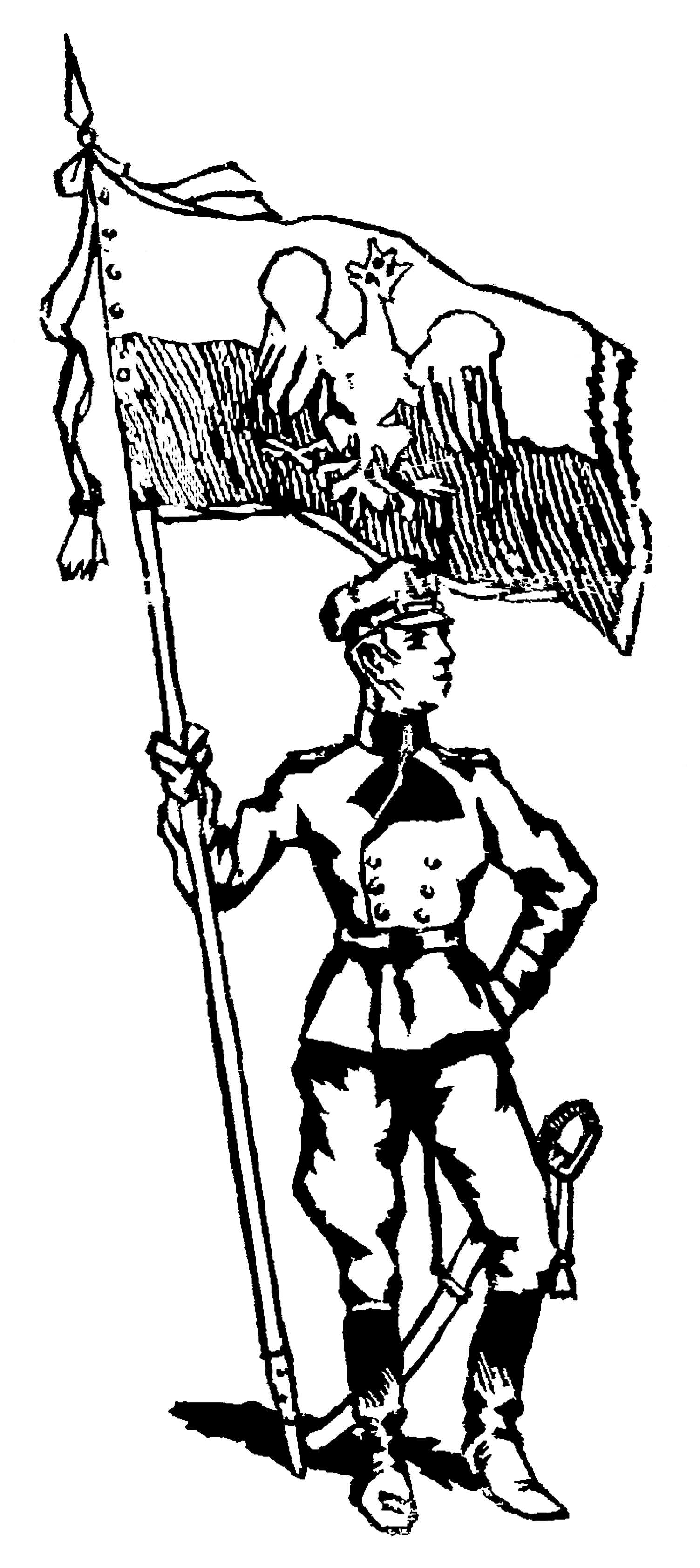
Żołnierz polski, ilustracja z dwutygodnika „Trubadur Polski”, 1919

Wojsko Polskie – ogólna nazwa polskich sił zbrojnych stanowiących: formacje zbrojne państwa polskiego, zorganizowanych wojsk Polaków na terytorium dawnego państwa polskiego, zorganizowanych wojsk Polaków niebędących częścią struktury państwa polskiego, działających poza terytorium Polski. Według portalu Global Firepower, jest na dwudziestym miejscu w rankingu najpotężniejszych wojsk świata (stan na 2023 r.).
Nazwa „Wojsko Polskie” jest używana od początku XIX wieku, a oficjalnie została wprowadzona w 1918 roku. Używana jest także obecnie jako synonim oficjalnej nazwy Sił Zbrojnych Rzeczypospolitej Polskiej.

## Znaczenie nazwy
Na przestrzeni dziejów możemy wyodrębnić:
- Drużyna książęca – siły zbrojne Piastów pozostające pod rozkazami książąt wczesnofeudalnych do czasów Kazimierza Odnowiciela.
- Formacje bojowe Królestwa Polskiego w okresie panowania dynastii Piastów i Jagiellonów
- Wojsko I Rzeczypospolitej, a w tym:
  - armię koronną
  - armię litewską
- Wojsko Tadeusza Kościuszki – ogół sił polskich podczas insurekcji kościuszkowskiej,
- armię Księstwa Warszawskiego – czyli formację wojskową Księstwa Warszawskiego
- Wojsko Polskie Królestwa Kongresowego – polskie formacje wojskowe Królestwa Kongresowego i powstania listopadowego
- Legiony Polskie, w tym wszystkie organizacje i formacje bojowe czasów rozbiorów (okres nie istnienia państwa polskiego, wojska polskie poza terytorium kraju)
- Polskie organizacje wojskowe przed I wojną światową
  - Organizacja Bojowa PPS (1904–1911)
  - Związek Walki Czynnej
  - Związek Strzelecki
  - Polskie Drużyny Strzeleckie
  - Drużyny Bartoszowe
  - Polowe Drużyny Sokole
- Polskie formacje wojskowe w czasie I wojny światowej (1914–1918)
  - Legiony Polskie (1914–1918)
  - Polska Organizacja Wojskowa (1914–1918)
  - Polski Korpus Posiłkowy (1916–1918)
  - Polska Siła Zbrojna („Polnische Wehrmacht” 1917-1918)
  - Wojsko Polskie na Wschodzie (1914–1920)
  - Bajończycy (1914–1915)
  - Armia Polska we Francji (1917–1919)
  - Armia Wielkopolska (1919)
- Śląskie Wojska Powstańcze (1919–1921) → Powstania śląskie
  - Polska Organizacja Wojskowa Górnego Śląska
  - Legion Śląski
- Wojsko Polskie w dwudziestoleciu międzywojennym (1918–1939)
- Polskie Siły Zbrojne (1939–1947)
  - Wojsko Polskie we Francji (1939–1940)
  - Polskie Siły Zbrojne w Wielkiej Brytanii (1940–1947)
  - Polskie Siły Zbrojne w ZSRR (1941–1942)
- Siły Zbrojne w Kraju (1939–1945)
  - Służba Zwycięstwu Polski (1939)
  - Związek Walki Zbrojnej (1939–1942)
  - Armia Krajowa (1942–1945)
  - Bataliony Chłopskie
  - Narodowa Organizacja Wojskowa
  - Narodowe Siły Zbrojne
- Organizacje podziemia niepodległościowego i antykomunistycznego (1944-1953/1954) → „Żołnierze wyklęci”
  - Armia Krajowa Obywatelska
  - Armia Polska w Kraju
  - Delegatura Sił Zbrojnych na Kraj
  - Konspiracyjne Wojsko Polskie
  - Narodowe Siły Zbrojne po 1944 roku
  - Narodowe Zjednoczenie Wojskowe
  - NIE
  - Ruch Oporu Armii Krajowej
  - Wielkopolska Samodzielna Grupa Ochotnicza Warta
  - Wolność i Niezawisłość
  - Wolność i Sprawiedliwość
- Ludowe Wojsko Polskie
  - Gwardia Ludowa (1942–1943)
  - Armia Ludowa (1944)
  - Polskie Siły Zbrojne w ZSRR (1943–1944)
  - Wojsko Polskie (1944-1952) (odrodzone Wojsko Polskie)
  - Siły Zbrojne Polskiej Rzeczypospolitej Ludowej (1952–1989)
- Siły Zbrojne Rzeczypospolitej Polskiej (od 1989 roku)